# Ваточник
Ва́точник (Asclepias) — рід трав'янистих рослин підродини ластівневих (Asclepiadoideae) родини барвінкових. Згідно з Plants of the World Online рід налічує понад 200 видів, які зростають у Південній і Північній Америках і Африці нижче Сахари; деякі види інтродуковані до Європи, Азії, Австралії.
Рід ваточник включає близько ста багаторічних трав, напівчагарників та кущів, поширених у Північній і Південній Америці, Африці. Серед них — як вічнозелені, так і ті, в яких листя опадає. Тканини рослин виділяють отруйний молочний сік, здатний викликати подразнення шкіри, особливо за одночасного впливу сонячних променів. Деякі види ваточника культивують як декоративні рослини. Сильний запах квітів приваблює багатьох комах.
Під час дозрівання листянки лопаються, відкриваючи насіння з білими пухнастими волосками. Завдяки волоскам насінини легко розлітаються, як ми це спостерігаємо в кульбаби. А ще, якщо відірвати шматочок листка або надломити стебло ваточника, з'явиться молочний сік, який містить невелику кількість каучуку, що теж знаходить своє застосування. Завдяки соку, який містить ще й сильні ефірні олії, ваточник практично не схильний до нападів шкідників.
Поширений в Україні ваточник звичайний — один із найпоширеніших бур'янів також і в Північній, Південній Америці та Європі.